# Resurgence
Resurgence è una rivista bimestrale britannica che è considerata come la voce artistica e spirituale dell'ambientalismo in Gran Bretagna.

## Storia
È stata fondata negli anni sessanta e attualmente è diretta da Satish Kumar .
Fra i collaboratori ci sono Fritjof Capra, Wendell Berry, Vandana Shiva e James Lovelock.